# Cible (marketing)
Pour les articles homonymes, voir cible.
Une cible en marketing est un ensemble d'acheteurs et d'acteurs potentiels, que l'on cherche à conquérir et/ou à fidéliser par des actions marketing, après avoir réalisé une segmentation. Cela fait l'objet d'une politique de ciblage.
La clientèle cible correspond à une catégorie de consommateurs à laquelle un produit est destiné (auditoire d'une émission de télévision...). On le modélise à partir de différentes variables telles que l'âge, le sexe, les goûts culturels ou sportifs... Parmi les publics cible les plus disputés, on trouve notamment la « ménagère de moins de 50 ans ».
Le vendeur peut chercher à séduire en priorité les influenceurs, personnes qui, au sein d'un groupe-cible, sont les plus d'influentes pour faire accepter une idée ou un programme par les autres membres du groupe.
La notion a ensuite été élargie au marketing politique. Le public cible d'un parti au sein de l'électorat est soit celui qui vote déjà pour un parti politique, soit celui qui pourrait changer de camp ou cesser d'être abstentionniste, soit de nouveaux électeurs fraichement inscrits sur les listes électorales.

## Évolutions au début duXXIesiècle
Dans le domaine de la communication (commerciale, religieuse, militaire, idéologique et de propagande politique…), l'apparition du Web 2.0, des réseaux sociaux, des algorithmes d'exploration du big data, et de logiciels dits d'intelligence artificielle a développé l'astroturfing, la manipulation par les fake news et le trollisme et fait naître un « micro-ciblage » de plus en plus fin. Ce fut le cas par exemple, avec des campagnes de micro-ciblage construites par AggregateIQ, sur la base des données (illégalement) réunies par Cambridge Analytica, afin de modifier — sans qu'ils ne s'en rendent compte — le comportement de vote ou d'abstentionnisme d'électeurs-cibles lors de l'élection présidentielle américaine de 2016 (qui a conduit à l'élection de Donald Trump), puis lors du référendum sur l'appartenance du Royaume-Uni à l'Union européenne (qui a conduit au Brexit). Ces faits ont été publiquement mis en évidence lors des révélations de lanceurs d'alerte, et ont donné lieu au scandale Facebook-Cambridge Analytica. Ces manipulations faisaient suite à des commandes de partis conservateurs, mises en œuvre par AggregateIQ et Cambridge Analytica. Le micro-ciblage a notamment été construit à partir de données personnelles (volées dans environ 87 millions de comptes-Facebook mal protégés), afin de faire élire Donald Trump et de retourner les sondages et votes en faveur du Brexit.